# قلعه تاکایا
قلعه تاکایا (به ژاپنی: 高屋城) یک قلعه ژاپنی به سبک قلعه تخت بود که در هابی‌کینو، اوساکا، استان اوساکا، ژاپن قرار داشت. این قلعه محل اقامت کانری بود.